# Torneo Transición Federal A 2020
El Torneo Transición Federal A 2020, también llamado Torneo Federal A Transición 2020, fue la octava edición del certamen, tercera categoría del fútbol argentino en el orden de los clubes indirectamente afiliados a la AFA. Fue organizado de manera contingente, tras la cancelación del Torneo Federal A 2019-20. Participaron 26 de los 30 equipos que intervinieron en el torneo abortado.
El Club Atlético Güemes, de Santiago del Estero, ganó la Final por el primer ascenso, y ascendió a la Primera Nacional. El segundo ascenso fue ganado por el Club Deportivo Maipú.

## Equipos participantes
| Grupo                                            | Equipo                      | Ciudad                                   | Estadio     | Capacidad                          | Liga de origen |
| ------------------------------------------------ | --------------------------- | ---------------------------------------- | ----------- | ---------------------------------- | -------------- |
| N                                                |                             |                                          |             |                                    |                |
| Club Atlético y Social Defensores de Belgrano    | Villa Ramallo               | Salomón Boeseldín                        | 3000        | Liga Nicoleña                      |                |
| Club Atlético Douglas Haig                       | Pergamino                   | Miguel Morales                           | 16 000      | Liga de Pergamino                  |                |
| Club Atlético Sarmiento                          | Resistencia                 | Centenario                               | 25 000      | Liga Chaqueña                      |                |
| Club Atlético Chaco For Ever                     | Resistencia                 | Juan Alberto García                      | 20 000      | Liga Chaqueña                      |                |
| Club Sportivo Belgrano                           | San Francisco               | Oscar Carlos Boero                       | 15 500      | Liga de San Francisco              |                |
| Club Atlético Boca Unidos                        | Corrientes                  | Leoncio Benítez                          | 8000        | Liga Correntina                    |                |
| Club Defensores de Pronunciamiento               | Pronunciamiento             | Delio Cardozo                            | 2000        | Liga Departamental de Colón        |                |
| Club Deportivo Juventud Unida                    | Gualeguaychú                | De los Eucaliptos                        | 5000        | Liga Departamental de Gualeguaychú |                |
| Club Atlético Central Norte                      | Salta                       | Dr. Luis Güemes Padre Ernesto Martearena | 6000 20 504 | Liga Salteña                       |                |
| Sportivo Atlético Club                           | Las Parejas                 | 4 de Septiembre                          | 3000        | Liga Cañadense                     |                |
| Club Atlético Unión                              | Sunchales                   | De la Avenida                            | 5600        | Liga Rafaelina                     |                |
| Club Atlético Güemes                             | Santiago del Estero         | Arturo Miranda                           | 10 000      | Liga Santiagueña                   |                |
| S                                                |                             |                                          |             |                                    |                |
| Círculo Deportivo de Comandante Nicanor Otamendi | Comandante Nicanor Otamendi | Guillermo Trama                          | 300         | Liga Marplatense                   |                |
| Club Atlético Sansinena Social y Deportivo       | General Cerri               | Luis Molina                              | 4000        | Liga del Sur                       |                |
| Club Villa Mitre                                 | Bahía Blanca                | El Fortín                                | 6000        | Liga del Sur                       |                |
| Club Olimpo                                      | Bahía Blanca                | Roberto Natalio Carminatti               | 18 000      | Liga del Sur                       |                |
| Club Atlético Social y Deportivo Camioneros      | Nueve de Abril              | Hugo Moyano                              | 5000        | Liga Lujanense                     |                |
| Club Social y Deportivo Madryn                   | Puerto Madryn               | Abel Sastre                              | 6000        | Liga Valle del Chubut              |                |
| Club Atlético Huracán Las Heras                  | Las Heras                   | General San Martín                       | 10 000      | Liga Mendocina                     |                |
| Club Deportivo Maipú                             | Maipú                       | Omar Higinio Sperdutti                   | 8000        | Liga Mendocina                     |                |
| Club Cipolletti                                  | Cipolletti                  | La Visera de Cemento                     | 12 000      | Liga Deportiva Confluencia         |                |
| Club Social y Deportivo Sol de Mayo              | Viedma                      | Sol de Mayo                              | 5000        | Liga Rionegrina                    |                |
| Club Sportivo Peñarol                            | Chimbas                     | Ramón Pablo Rojas                        | 4000        | Liga Sanjuanina                    |                |
| Club Sportivo Desamparados                       | San Juan                    | El Serpentario                           | 12 000      | Liga Sanjuanina                    |                |
| Club Sportivo Estudiantes                        | San Luis                    | Héctor Odicino y Pedro Benoza            | 12 000      | Liga Sanluiseña                    |                |
| Club Atlético Juventud Unida Universitario       | San Luis                    | Mario Sebastián Diez                     | 7000        | Liga Sanluiseña                    |                |

### Distribución geográfica
| Región                                   | Cant. | Equipos                                                                                       |
| ---------------------------------------- | ----- | --------------------------------------------------------------------------------------------- |
| Interior de la provincia de Buenos Aires | 6     | Círculo Deportivo, Defensores de Belgrano (VR), Douglas Haig, Sansinena, Olimpo y Villa Mitre |
| Provincia del Chaco                      | 2     | Chaco For Ever y Sarmiento (R)                                                                |
| Provincia de Entre Ríos                  | 2     | Defensores de Pronunciamiento y Juventud Unida (G)                                            |
| Provincia de Mendoza                     | 2     | Deportivo Maipú y Huracán Las Heras                                                           |
| Provincia de Río Negro                   | 2     | Cipolletti y Sol de Mayo                                                                      |
| Provincia de San Juan                    | 2     | Desamparados y Sportivo Peñarol (C)                                                           |
| Provincia de San Luis                    | 2     | Juventud Unida Universitario y Sportivo Estudiantes                                           |
| Provincia de Santa Fe                    | 2     | Sportivo Las Parejas y Unión (S)                                                              |
| Conurbano bonaerense                     | 1     | Deportivo Camioneros                                                                          |
| Provincia del Chubut                     | 1     | Deportivo Madryn                                                                              |
| Provincia de Córdoba                     | 1     | Sportivo Belgrano                                                                             |
| Provincia de Corrientes                  | 1     | Boca Unidos                                                                                   |
| Provincia de Salta                       | 1     | Central Norte                                                                                 |
| Provincia de Santiago del Estero         | 1     | Güemes                                                                                        |
| Total                                    | 26    |                                                                                               |

## Formato
Los equipos se agruparon en dos grupos, de acuerdo con el esquema del torneo 2019-20. Debido a la deserción de cuatro clubes, el Grupo Sur estuvo integrada por catorce participantes y el Grupo Norte por doce. En ambas se disputó la Etapa clasificatoria, jugada en una rueda por el sistema de todos contra todos, de la que participaron los siete primeros clasificados en la tabla final de posiciones del certamen cancelado. Los ganadores de cada una de ellas se enfrentaron en la Etapa final por el primer ascenso. Los que no participaron de la final y el perdedor de la misma, se incorporaron a la Etapa eliminatoria.
Por su parte, los restantes equipos disputaron, todos contra todos, la Etapa reválida. A partir de allí, se juega la Etapa eliminatoria, compuesta por cuatro fases, que se disputan por eliminación directa, a un solo partido en cancha del mejor ubicado. El ganador obtendrá el segundo ascenso.
Finalmente, el perdedor de la final de la Etapa eliminatoria disputó un tercer ascenso a la Primera B Nacional con un equipo equivalente del campeonato de Primera B 2020.

### Deserciones
Cuatro participantes desistieron de participar del torneo transición. Por la condición del mismo, los 4 mantuvieron la categoría para la siguiente temporada. Éstas deserciones, 3 para el Grupo Norte y 1 para el Grupo Sur, modificaron algunos aspectos de los grupos:
- En el Grupo Norte de la Etapa Reválida, participaron 5 equipos en lugar de 8.
- La deserción de Ferro Carril Oeste, equipo calificado para el Grupo Sur de la Etapa Clasificatoria, permitió la calificación de Olimpo, por encontrarse en 8ª posición en el torneo cancelado.
- El número de equipos del Grupo Sur de la Etapa Reválida se redujo de 8 a 7.

## Etapa clasificatoria

### Grupo Norte

#### Tabla de posiciones
| Pos. | Equipo                        | Pts. | PJ | PG | PE | PP | GF | GC | Dif. |
| ---- | ----------------------------- | ---- | -- | -- | -- | -- | -- | -- | ---- |
| 1.º  | Güemes (SdE)                  | 15   | 6  | 5  | 0  | 1  | 10 | 5  | 5    |
| 2.º  | Central Norte (S)             | 10   | 6  | 3  | 1  | 2  | 7  | 6  | 1    |
| 3.º  | Chaco For Ever                | 9    | 6  | 3  | 0  | 3  | 8  | 6  | 2    |
| 4.º  | Douglas Haig                  | 9    | 6  | 2  | 3  | 1  | 5  | 4  | 1    |
| 5.º  | Sarmiento (R)                 | 7    | 6  | 2  | 1  | 3  | 4  | 5  | −1   |
| 6.º  | Defensores de Pronunciamiento | 5    | 6  | 1  | 2  | 3  | 5  | 8  | −3   |
| 7.º  | Sportivo Las Parejas          | 3    | 6  | 0  | 3  | 3  | 6  | 11 | −5   |

|  | Ganó la final por el título de campeón.                 |
|  | Pasaron a la Etapa eliminatoria por el segundo ascenso. |

##### Evolución de las posiciones
| Equipo / Fecha                | 1   | 2   | 3   | 4   | 5   | 6   | 7   |
| ----------------------------- | --- | --- | --- | --- | --- | --- | --- |
| Central Norte (S)             | 6.º | 3.º | 5.º | 3.° | 3.° | 4.º | 2.º |
| Chaco For Ever                | -   | 7.º | 4.º | 5.º | 4.º | 2.º | 3.º |
| Defensores de Pronunciamiento | 3.º | 1.º | 2.º | 4.º | 5.° | 5.° | 6.º |
| Douglas Haig                  | 6.° | 6.° | 3.º | 2.° | 2.° | 3.º | 4.º |
| Güemes (SdE)                  | 1.º | 2.º | 1.° | 1.° | 1.° | 1.° | 1.º |
| Sarmiento (R)                 | 1.º | 4.º | 6.° | 6.° | 6.° | 6.° | 5.º |
| Sportivo Las Parejas          | 3.º | 5.º | 7.° | 7.° | 7.° | 7.° | 7.º |

|  |

#### Resultados
| Fecha 1               | Fecha 1   | Fecha 1           | Fecha 1         | Fecha 1        | Fecha 1 |
| Local                 | Resultado | Visitante         | Estadio         | Fecha          | Hora    |
| --------------------- | --------- | ----------------- | --------------- | -------------- | ------- |
| Sarmiento (R)         | 1 - 0     | Central Norte (S) | Centenario      | 4 de diciembre | 19:30   |
| Sportivo Las Parejas  | 1 - 1     | DEPRO             | 4 de Septiembre | 4 de diciembre | 21:00   |
| Güemes (SdE)          | 1 - 0     | Douglas Haig      | Arturo Miranda  | 5 de diciembre | 21:00   |
| Libre: Chaco For Ever |           |                   |                 |                |         |

| Fecha 2             | Fecha 2   | Fecha 2              | Fecha 2                  | Fecha 2        | Fecha 2 |
| Local               | Resultado | Visitante            | Estadio                  | Fecha          | Hora    |
| ------------------- | --------- | -------------------- | ------------------------ | -------------- | ------- |
| DEPRO               | 2 - 0     | Sarmiento (R)        | Delio Cardozo            | 9 de diciembre | 17:00   |
| Douglas Haig        | 2 - 2     | Sportivo Las Parejas | Miguel Morales           | 9 de diciembre | 17:30   |
| Central Norte (S)   | 2 - 1     | Chaco For Ever       | Padre Ernesto Martearena | 9 de diciembre | 19:30   |
| Libre: Güemes (SdE) |           |                      |                          |                |         |

| Fecha 3                  | Fecha 3   | Fecha 3      | Fecha 3             | Fecha 3         | Fecha 3 |
| Local                    | Resultado | Visitante    | Estadio             | Fecha           | Hora    |
| ------------------------ | --------- | ------------ | ------------------- | --------------- | ------- |
| Chaco For Ever           | 3 - 1     | DEPRO        | Juan Alberto García | 13 de diciembre | 18:45   |
| Sportivo Las Parejas     | 2 - 4     | Güemes (SdE) | 4 de Septiembre     | 13 de diciembre | 20:30   |
| Sarmiento (R)            | 0 - 1     | Douglas Haig | Centenario          | 13 de diciembre | 20:45   |
| Libre: Central Norte (S) |           |              |                     |                 |         |

| Fecha 4                     | Fecha 4   | Fecha 4           | Fecha 4        | Fecha 4         | Fecha 4 |
| Local                       | Resultado | Visitante         | Estadio        | Fecha           | Hora    |
| --------------------------- | --------- | ----------------- | -------------- | --------------- | ------- |
| DEPRO                       | 1 - 2     | Central Norte (S) | Delio Cardozo  | 20 de diciembre | 17:10   |
| Douglas Haig                | 1 - 0     | Chaco For Ever    | Miguel Morales | 20 de diciembre | 17:15   |
| Güemes (SdE)                | 1 - 0     | Sarmiento (R)     | Arturo Miranda | 20 de diciembre | 21:00   |
| Libre: Sportivo Las Parejas |           |                   |                |                 |         |

| Fecha 5           | Fecha 5   | Fecha 5              | Fecha 5                  | Fecha 5         | Fecha 5 |
| Local             | Resultado | Visitante            | Estadio                  | Fecha           | Hora    |
| ----------------- | --------- | -------------------- | ------------------------ | --------------- | ------- |
| Chaco For Ever    | 2 - 0     | Güemes (SdE)         | Juan Alberto García      | 27 de diciembre | 18:30   |
| Central Norte (S) | 1 - 1     | Douglas Haig         | Padre Ernesto Martearena | 27 de diciembre | 20:00   |
| Sarmiento (R)     | 1 - 1     | Sportivo Las Parejas | Centenario               | 27 de diciembre | 20:15   |
| Libre: DEPRO      |           |                      |                          |                 |         |

| Fecha 6              | Fecha 6   | Fecha 6           | Fecha 6         | Fecha 6    | Fecha 6 |
| Local                | Resultado | Visitante         | Estadio         | Fecha      | Hora    |
| -------------------- | --------- | ----------------- | --------------- | ---------- | ------- |
| Douglas Haig         | 0 - 0     | DEPRO             | Miguel Morales  | 3 de enero | 17:15   |
| Sportivo Las Parejas | 0 - 2     | Chaco For Ever    | 4 de Septiembre | 3 de enero | 20:30   |
| Güemes (SdE)         | 2 - 1     | Central Norte (S) | Arturo Miranda  | 3 de enero | 21:00   |
| Libre: Sarmiento (R) |           |                   |                 |            |         |

| Fecha 7             | Fecha 7   | Fecha 7              | Fecha 7                  | Fecha 7     | Fecha 7 |
| Local               | Resultado | Visitante            | Estadio                  | Fecha       | Hora    |
| ------------------- | --------- | -------------------- | ------------------------ | ----------- | ------- |
| Central Norte (S)   | 1 - 0     | Sportivo Las Parejas | Padre Ernesto Martearena | 10 de enero | 18:00   |
| DEPRO               | 0 - 2     | Güemes (SdE)         | Delio Cardozo            | 11 de enero | 17:30   |
| Chaco For Ever      | 0 - 2     | Sarmiento (R)        | Juan Alberto García      | 11 de enero | 17:30   |
| Libre: Douglas Haig |           |                      |                          |             |         |

### Grupo Sur

#### Tabla de posiciones
| Pos. | Equipo                       | Pts. | PJ | PG | PE | PP | GF | GC | Dif. |
| ---- | ---------------------------- | ---- | -- | -- | -- | -- | -- | -- | ---- |
| 1.º  | Villa Mitre                  | 12   | 6  | 3  | 3  | 0  | 9  | 5  | 4    |
| 2.º  | Deportivo Maipú              | 10   | 6  | 3  | 1  | 2  | 7  | 4  | 3    |
| 3.º  | Olimpo                       | 10   | 6  | 3  | 1  | 2  | 6  | 5  | 1    |
| 4.º  | Juventud Unida Universitario | 8    | 6  | 2  | 2  | 2  | 8  | 6  | 2    |
| 5.º  | Huracán Las Heras            | 7    | 6  | 2  | 1  | 3  | 4  | 6  | −2   |
| 6.º  | Deportivo Madryn             | 7    | 6  | 2  | 1  | 3  | 6  | 10 | −4   |
| 7.º  | Sansinena                    | 3    | 6  | 0  | 3  | 3  | 2  | 6  | −4   |

|  | Perdió la final por el título de campeón. Pasó a la segunda fase de la etapa eliminatoria por el segundo ascenso. |
|  | Pasaron a la Etapa eliminatoria por el segundo ascenso.                                                           |

##### Evolución de las posiciones
| Equipo / Fecha               | 1   | 2   | 3   | 4   | 5   | 6   | 7   |
| ---------------------------- | --- | --- | --- | --- | --- | --- | --- |
| Deportivo Madryn             | 1.º | 1.º | 1.º | 2.º | 4.º | 4.º | 6.º |
| Deportivo Maipú              | -   | 2.º | 2.º | 1.º | 3.º | 3.º | 2.º |
| Huracán Las Heras            | 7.º | 7.º | 7.º | 6.º | 5.º | 5.º | 5.º |
| Juventud Unida Universitario | 2.º | 3.º | 4.º | 7.º | 7.º | 6.º | 4.º |
| Olimpo                       | 4.º | 6.º | 6.º | 4.º | 2.º | 2.º | 3.º |
| Sansinena                    | 4.º | 5.º | 5.º | 5.º | 6.º | 7.º | 7.º |
| Villa Mitre                  | 2.º | 4.º | 3.º | 3.º | 1.º | 1.º | 1.º |

|  |

#### Resultados
| Fecha 1                | Fecha 1   | Fecha 1                      | Fecha 1               | Fecha 1        | Fecha 1 |
| Local                  | Resultado | Visitante                    | Estadio               | Fecha          | Hora    |
| ---------------------- | --------- | ---------------------------- | --------------------- | -------------- | ------- |
| Deportivo Madryn       | 1 - 0     | Huracán Las Heras            | Abel Sastre           | 4 de diciembre | 17:10   |
| Olimpo                 | 0 - 0     | Sansinena                    | Roberto N. Carminatti | 4 de diciembre | 17:10   |
| Villa Mitre            | 1 - 1     | Juventud Unida Universitario | El Fortín             | 4 de diciembre | 21:00   |
| Libre: Deportivo Maipú |           |                              |                       |                |         |

| Fecha 2                      | Fecha 2   | Fecha 2          | Fecha 2              | Fecha 2        | Fecha 2 |
| Local                        | Resultado | Visitante        | Estadio              | Fecha          | Hora    |
| ---------------------------- | --------- | ---------------- | -------------------- | -------------- | ------- |
| Juventud Unida Universitario | 2 - 2     | Deportivo Madryn | Mario Sebastián Diez | 9 de diciembre | 17:00   |
| Sansinena                    | 0 - 0     | Villa Mitre      | Luis Molina          | 9 de diciembre | 17:30   |
| Huracán Las Heras            | 0 - 1     | Deportivo Maipú  | General San Martín   | 9 de diciembre | 18:00   |
| Libre: Olimpo                |           |                  |                      |                |         |

| Fecha 3                  | Fecha 3   | Fecha 3                      | Fecha 3                | Fecha 3         | Fecha 3 |
| Local                    | Resultado | Visitante                    | Estadio                | Fecha           | Hora    |
| ------------------------ | --------- | ---------------------------- | ---------------------- | --------------- | ------- |
| Deportivo Maipú          | 2 - 1     | Juventud Unida Universitario | Omar Higinio Sperdutti | 13 de diciembre | 17:10   |
| Villa Mitre              | 3 - 1     | Olimpo                       | El Fortín              | 13 de diciembre | 17:30   |
| Deportivo Madryn         | 2 - 1     | Sansinena                    | Abel Sastre            | 14 de diciembre | 17:10   |
| Libre: Huracán Las Heras |           |                              |                        |                 |         |

| Fecha 4                      | Fecha 4   | Fecha 4           | Fecha 4               | Fecha 4         | Fecha 4 |
| Local                        | Resultado | Visitante         | Estadio               | Fecha           | Hora    |
| ---------------------------- | --------- | ----------------- | --------------------- | --------------- | ------- |
| Olimpo                       | 2 - 0     | Deportivo Madryn  | Roberto N. Carminatti | 20 de diciembre | 17:30   |
| Sansinena                    | 1 - 1     | Deportivo Maipú   | Luis Molina           | 20 de diciembre | 17:30   |
| Juventud Unida Universitario | 0 - 1     | Huracán Las Heras | Mario Sebastián Diez  | 20 de diciembre | 19:00   |
| Libre: Villa Mitre           |           |                   |                       |                 |         |

| Fecha 5                             | Fecha 5   | Fecha 5     | Fecha 5                | Fecha 5         | Fecha 5 |
| Local                               | Resultado | Visitante   | Estadio                | Fecha           | Hora    |
| ----------------------------------- | --------- | ----------- | ---------------------- | --------------- | ------- |
| Deportivo Maipú                     | 0 - 1     | Olimpo      | Omar Higinio Sperdutti | 27 de diciembre | 17:10   |
| Deportivo Madryn                    | 1 - 2     | Villa Mitre | Abel Sastre            | 27 de diciembre | 17:10   |
| Huracán Las Heras                   | 1 - 0     | Sansinena   | General San Martín     | 27 de diciembre | 18:00   |
| Libre: Juventud Unida Universitario |           |             |                        |                 |         |

| Fecha 6                 | Fecha 6   | Fecha 6                      | Fecha 6               | Fecha 6    | Fecha 6 |
| Local                   | Resultado | Visitante                    | Estadio               | Fecha      | Hora    |
| ----------------------- | --------- | ---------------------------- | --------------------- | ---------- | ------- |
| Sansinena               | 0 - 2     | Juventud Unida Universitario | Luis Molina           | 3 de enero | 18:00   |
| Olimpo                  | 2 - 0     | Huracán Las Heras            | Roberto N. Carminatti | 3 de enero | 20:00   |
| Villa Mitre             | 1 - 0     | Deportivo Maipú              | El Fortín             | 3 de enero | 21:00   |
| Libre: Deportivo Madryn |           |                              |                       |            |         |

| Fecha 7                      | Fecha 7   | Fecha 7          | Fecha 7                | Fecha 7     | Fecha 7 |
| Local                        | Resultado | Visitante        | Estadio                | Fecha       | Hora    |
| ---------------------------- | --------- | ---------------- | ---------------------- | ----------- | ------- |
| Deportivo Maipú              | 3 - 0     | Deportivo Madryn | Omar Higinio Sperdutti | 10 de enero | 17:10   |
| Juventud Unida Universitario | 2 - 0     | Olimpo           | Juan Gilberto Funes    | 10 de enero | 17:30   |
| Huracán Las Heras            | 2 - 2     | Villa Mitre      | General San Martín     | 10 de enero | 17:30   |
| Libre: Sansinena             |           |                  |                        |             |         |

## Final
La disputaron a un solo partido, en estadio neutral, los ganadores de cada uno de los grupos de la Etapa clasificatoria. Al haber terminado empatado se definió con tiros desde el punto penal.
El ganador ascendió a la Primera Nacional y el perdedor pasó a la Segunda fase de la Etapa eliminatoria.
| Partido                                | Partido       | Partido     | Partido            | Partido     | Partido |
| Equipo 1                               | Resultado     | Equipo 2    | Estadio            | Fecha       | Hora    |
| -------------------------------------- | ------------- | ----------- | ------------------ | ----------- | ------- |
| Güemes (SdE)                           | (4) 1 - 1 (2) | Villa Mitre | Juan Domingo Perón | 18 de enero | 17:10   |
| Güemes ascendió a la Primera Nacional. |               |             |                    |             |         |

## Etapa reválida

### Grupo Norte

#### Tabla de posiciones
| Pos. | Equipo                      | Pts. | PJ | PG | PE | PP | GF | GC | Dif. |
| ---- | --------------------------- | ---- | -- | -- | -- | -- | -- | -- | ---- |
| 1.º  | Sportivo Belgrano (SF)      | 10   | 4  | 3  | 1  | 0  | 8  | 3  | 5    |
| 2.º  | Juventud Unida (G)          | 5    | 4  | 1  | 2  | 1  | 10 | 8  | 2    |
| 3.º  | Boca Unidos                 | 5    | 4  | 1  | 2  | 1  | 6  | 6  | 0    |
| 4.º  | Unión (S)                   | 4    | 4  | 0  | 4  | 0  | 5  | 5  | 0    |
| 5.º  | Defensores de Belgrano (VR) | 1    | 4  | 0  | 1  | 3  | 2  | 9  | −7   |

|  | Clasificó a la Etapa eliminatoria. |

##### Evolución de las posiciones
| Equipo / Fecha              | 1   | 2   | 3   | 4   | 5   |
| --------------------------- | --- | --- | --- | --- | --- |
| Boca Unidos                 | 4.º | 4.º | 3.º | 3.º | 3.º |
| Defensores de Belgrano (VR) | 5.º | 5.º | 5.º | 5.º | 5.º |
| Juventud Unida (G)          | 1.º | 2.º | 2.º | 2.º | 2.º |
| Sportivo Belgrano           | 2.º | 1.° | 1.° | 1.° | 1.º |
| Unión (S)                   | -   | 3.º | 4.º | 4.º | 4.º |

|  |

#### Resultados
| Fecha 1                     | Fecha 1   | Fecha 1                | Fecha 1           | Fecha 1        | Fecha 1 |
| Local                       | Resultado | Visitante              | Estadio           | Fecha          | Hora    |
| --------------------------- | --------- | ---------------------- | ----------------- | -------------- | ------- |
| Defensores de Belgrano (VR) | 0 - 3     | Juventud Unida (G)     | Salomón Boeseldín | 4 de diciembre | 17:10   |
| Boca Unidos                 | 0 - 1     | Sportivo Belgrano (SF) | Leoncio Benítez   | 5 de diciembre | 17:10   |
| Libre: Unión (S)            |           |                        |                   |                |         |

| Fecha 2                | Fecha 2   | Fecha 2                     | Fecha 2           | Fecha 2        | Fecha 2 |
| Local                  | Resultado | Visitante                   | Estadio           | Fecha          | Hora    |
| ---------------------- | --------- | --------------------------- | ----------------- | -------------- | ------- |
| Juventud Unida (G)     | 2 - 2     | Unión (S)                   | De los Eucaliptos | 9 de diciembre | 17:00   |
| Sportivo Belgrano (SF) | 3 - 0     | Defensores de Belgrano (VR) | Oscar C. Boero    | 9 de diciembre | 18:30   |
| Libre: Boca Unidos     |           |                             |                   |                |         |

| Fecha 3                     | Fecha 3   | Fecha 3                | Fecha 3           | Fecha 3         | Fecha 3 |
| Local                       | Resultado | Visitante              | Estadio           | Fecha           | Hora    |
| --------------------------- | --------- | ---------------------- | ----------------- | --------------- | ------- |
| Unión (S)                   | 1 - 1     | Sportivo Belgrano (SF) | De la Avenida     | 13 de diciembre | 17:30   |
| Defensores de Belgrano (VR) | 1 - 2     | Boca Unidos            | Salomón Boeseldín | 13 de diciembre | 19:30   |
| Libre: Juventud Unida (G)   |           |                        |                   |                 |         |

| Fecha 4                            | Fecha 4   | Fecha 4            | Fecha 4         | Fecha 4         | Fecha 4 |
| Local                              | Resultado | Visitante          | Estadio         | Fecha           | Hora    |
| ---------------------------------- | --------- | ------------------ | --------------- | --------------- | ------- |
| Boca Unidos                        | 1 - 1     | Unión (S)          | Leoncio Benítez | 20 de diciembre | 17:10   |
| Sportivo Belgrano (SF)             | 3 - 2     | Juventud Unida (G) | Oscar C. Boero  | 20 de diciembre | 18:00   |
| Libre: Defensores de Belgrano (VR) |           |                    |                 |                 |         |

| Fecha 5                       | Fecha 5   | Fecha 5                     | Fecha 5           | Fecha 5         | Fecha 5 |
| Local                         | Resultado | Visitante                   | Estadio           | Fecha           | Hora    |
| ----------------------------- | --------- | --------------------------- | ----------------- | --------------- | ------- |
| Unión (S)                     | 1 - 1     | Defensores de Belgrano (VR) | De la Avenida     | 27 de diciembre | 17:30   |
| Juventud Unida (G)            | 3 - 3     | Boca Unidos                 | De los Eucaliptos | 27 de diciembre | 18:00   |
| Libre: Sportivo Belgrano (SF) |           |                             |                   |                 |         |

### Grupo Sur

#### Tabla de posiciones
| Pos. | Equipo                    | Pts. | PJ | PG | PE | PP | GF | GC | Dif. |
| ---- | ------------------------- | ---- | -- | -- | -- | -- | -- | -- | ---- |
| 1.º  | Deportivo Camioneros      | 14   | 6  | 4  | 2  | 0  | 5  | 0  | 5    |
| 2.º  | Desamparados              | 12   | 6  | 3  | 3  | 0  | 8  | 2  | 6    |
| 3.º  | Sportivo Estudiantes (SL) | 8    | 6  | 2  | 2  | 2  | 5  | 5  | 0    |
| 4.º  | Sportivo Peñarol (C)      | 7    | 6  | 2  | 1  | 3  | 6  | 5  | 1    |
| 5.º  | Cipolletti                | 7    | 6  | 1  | 4  | 1  | 3  | 3  | 0    |
| 6.º  | Sol de Mayo               | 5    | 6  | 1  | 2  | 3  | 4  | 11 | −7   |
| 7.º  | Círculo Deportivo         | 2    | 6  | 0  | 2  | 4  | 0  | 5  | −5   |

|  | Clasificó a la Etapa eliminatoria. |

##### Evolución de las posiciones
| Equipo / Fecha            | 1   | 2   | 3   | 4   | 5   | 6   | 7   |
| ------------------------- | --- | --- | --- | --- | --- | --- | --- |
| Cipolletti                | 2.º | 2.º | 2.º | 4.º | 5.º | 5.º | 5.º |
| Círculo Deportivo         | 4.º | 5.º | 7.º | 7.º | 7.º | 7.º | 7.º |
| Deportivo Camioneros      | -   | 3.º | 3.º | 2.º | 1.º | 1.º | 1.º |
| Desamparados              | 2.º | 1.º | 1.º | 1.º | 2.º | 2.º | 2.º |
| Sol de Mayo               | 4.º | 5.º | 6.º | 5.º | 6.º | 6.º | 6.º |
| Sportivo Estudiantes (SL) | 1.º | 3.º | 4.º | 3.º | 4.º | 4.º | 3.º |
| Sportivo Peñarol (C)      | 7.º | 7.º | 5.º | 6.º | 3.º | 3.º | 4.º |

|  |

#### Resultados
| Fecha 1                     | Fecha 1   | Fecha 1              | Fecha 1                       | Fecha 1        | Fecha 1 |
| Local                       | Resultado | Visitante            | Estadio                       | Fecha          | Hora    |
| --------------------------- | --------- | -------------------- | ----------------------------- | -------------- | ------- |
| Círculo Deportivo           | 0 - 0     | Sol de Mayo          | Guillermo Trama               | 4 de diciembre | 17:10   |
| Desamparados                | 1 - 1     | Cipolletti           | El Serpentario                | 4 de diciembre | 17:10   |
| Sportivo Estudiantes (SL)   | 1 - 0     | Sportivo Peñarol (C) | Héctor Odicino y Pedro Benoza | 4 de diciembre | 18:00   |
| Libre: Deportivo Camioneros |           |                      |                               |                |         |

| Fecha 2                          | Fecha 2   | Fecha 2              | Fecha 2              | Fecha 2        | Fecha 2 |
| Local                            | Resultado | Visitante            | Estadio              | Fecha          | Hora    |
| -------------------------------- | --------- | -------------------- | -------------------- | -------------- | ------- |
| Sol de Mayo                      | 0 - 1     | Deportivo Camioneros | Sol de Mayo          | 9 de diciembre | 17:10   |
| Sportivo Peñarol (C)             | 0 - 2     | Desamparados         | Ramón Pablo Rojas    | 9 de diciembre | 18:00   |
| Cipolletti                       | 1 - 0     | Círculo Deportivo    | La Visera de Cemento | 9 de diciembre | 18:30   |
| Libre: Sportivo Estudiantes (SL) |           |                      |                      |                |         |

| Fecha 3              | Fecha 3   | Fecha 3                   | Fecha 3         | Fecha 3         | Fecha 3 |
| Local                | Resultado | Visitante                 | Estadio         | Fecha           | Hora    |
| -------------------- | --------- | ------------------------- | --------------- | --------------- | ------- |
| Desamparados         | 1 - 0     | Sportivo Estudiantes (SL) | El Serpentario  | 13 de diciembre | 17:30   |
| Deportivo Camioneros | 0 - 0     | Cipolletti                | Hugo Moyano     | 13 de diciembre | 17:30   |
| Círculo Deportivo    | 0 - 1     | Sportivo Peñarol (C)      | Guillermo Trama | 13 de diciembre | 17:30   |
| Libre: Sol de Mayo   |           |                           |                 |                 |         |

| Fecha 4                   | Fecha 4   | Fecha 4              | Fecha 4                       | Fecha 4         | Fecha 4 |
| Local                     | Resultado | Visitante            | Estadio                       | Fecha           | Hora    |
| ------------------------- | --------- | -------------------- | ----------------------------- | --------------- | ------- |
| Sportivo Estudiantes (SL) | 2 - 0     | Círculo Deportivo    | Héctor Odicino y Pedro Benoza | 19 de diciembre | 18:00   |
| Sportivo Peñarol (C)      | 0 - 1     | Deportivo Camioneros | Ramón Pablo Rojas             | 19 de diciembre | 18:00   |
| Cipolletti                | 0 - 1     | Sol de Mayo          | La Visera de Cemento          | 20 de diciembre | 18:00   |
| Libre: Desamparados       |           |                      |                               |                 |         |

| Fecha 5              | Fecha 5   | Fecha 5                   | Fecha 5         | Fecha 5         | Fecha 5 |
| Local                | Resultado | Visitante                 | Estadio         | Fecha           | Hora    |
| -------------------- | --------- | ------------------------- | --------------- | --------------- | ------- |
| Círculo Deportivo    | 0 - 0     | Desamparados              | Guillermo Trama | 27 de diciembre | 17:10   |
| Deportivo Camioneros | 2 - 0     | Sportivo Estudiantes (SL) | Hugo Moyano     | 27 de diciembre | 17:30   |
| Sol de Mayo          | 0 - 4     | Sportivo Peñarol (C)      | Sol de Mayo     | 27 de diciembre | 18:00   |
| Libre: Cipolletti    |           |                           |                 |                 |         |

| Fecha 6                   | Fecha 6   | Fecha 6              | Fecha 6                       | Fecha 6    | Fecha 6 |
| Local                     | Resultado | Visitante            | Estadio                       | Fecha      | Hora    |
| ------------------------- | --------- | -------------------- | ----------------------------- | ---------- | ------- |
| Desamparados              | 0 - 0     | Deportivo Camioneros | El Serpentario                | 3 de enero | 17:30   |
| Sportivo Estudiantes (SL) | 2 - 2     | Sol de Mayo          | Héctor Odicino y Pedro Benoza | 3 de enero | 18:00   |
| Sportivo Peñarol (C)      | 1 - 1     | Cipolletti           | Ramón Pablo Rojas             | 3 de enero | 18:00   |
| Libre: Círculo Deportivo  |           |                      |                               |            |         |

| Fecha 7                     | Fecha 7   | Fecha 7                   | Fecha 7              | Fecha 7     | Fecha 7 |
| Local                       | Resultado | Visitante                 | Estadio              | Fecha       | Hora    |
| --------------------------- | --------- | ------------------------- | -------------------- | ----------- | ------- |
| Cipolletti                  | 0 - 0     | Sportivo Estudiantes (SL) | La Visera de Cemento | 9 de enero  | 18:00   |
| Sol de Mayo                 | 1 - 4     | Desamparados              | Sol de Mayo          | 10 de enero | 17:30   |
| Deportivo Camioneros        | 1 - 0     | Círculo Deportivo         | Hugo Moyano          | 10 de enero | 17:30   |
| Libre: Sportivo Peñarol (C) |           |                           |                      |             |         |

## Etapa eliminatoria
Se disputó en cuatro rondas, por eliminación directa a un solo partido. Los partidos se jugaron en la cancha del equipo que ocupaba la mejor posición en la tabla de ordenamiento, confeccionada en base al desempeño anterior. En caso de empate, se ejecutaron tiros desde el punto penal.

### Cuadro de desarrollo
|  | Primera fase | Primera fase                 | Primera fase |                      |       | Segunda fase     | Segunda fase     | Segunda fase     |  |   | Semifinales     | Semifinales | Semifinales |  |   | Final           | Final       | Final       |  |
|  | 17 de enero  | 17 de enero                  | 17 de enero  |                      |       | 22 y 23 de enero | 22 y 23 de enero | 22 y 23 de enero |  |   | 27 de enero     | 27 de enero | 27 de enero |  |   | 31 de enero     | 31 de enero | 31 de enero |  |
|  |              |                              |              |                      |       |                  |                  |                  |  |   |                 |             |             |  |   |                 |             |             |  |
|  |              |                              |              |                      |       |                  |                  |                  |  |   |                 |             |             |  |   |                 |             |             |  |
|  | 1            | Deportivo Maipú              | 1            |                      |       |                  |                  |                  |  |   |                 |             |             |  |   |                 |             |             |  |
|  | 1            | Deportivo Maipú              | 1            |                      |       |                  |                  |                  |  |   |                 |             |             |  |   |                 |             |             |  |
|  | 14           | Deportivo Camioneros         | 0            |                      |       |                  |                  |                  |  |   |                 |             |             |  |   |                 |             |             |  |
|  | 14           | Deportivo Camioneros         | 0            |                      | 2     | Deportivo Maipú  | 1                |                  |  |   |                 |             |             |  |   |                 |             |             |  |
|  |              |                              |              |                      | 2     | Deportivo Maipú  | 1                |                  |  |   |                 |             |             |  |   |                 |             |             |  |
|  |              |                              | 7            | Sportivo Las Parejas | 0     |                  |                  |                  |  |   |                 |             |             |  |   |                 |             |             |  |
|  | 3            | Olimpo                       | 7            | Sportivo Las Parejas | 0     | 3 (4)            |                  |                  |  |   |                 |             |             |  |   |                 |             |             |  |
|  | 3            | Olimpo                       |              |                      |       |                  |                  |                  |  |   |                 |             |             |  |   |                 |             |             |  |
|  | 8            | Sportivo Las Parejas         | 3 (5)        |                      |       |                  |                  |                  |  |   |                 |             |             |  |   |                 |             |             |  |
|  | 8            | Sportivo Las Parejas         | 3 (5)        |                      |       |                  |                  |                  |  | 2 | Deportivo Maipú | 2           |             |  |   |                 |             |             |  |
|  |              |                              |              |                      |       |                  |                  |                  |  | 2 | Deportivo Maipú | 2           |             |  |   |                 |             |             |  |
|  |              |                              | 3            | Sarmiento (R)        | 0     |                  |                  |                  |  |   |                 |             |             |  |   |                 |             |             |  |
|  | 5            | Douglas Haig                 | 3            | Sarmiento (R)        | 0     | 2                |                  |                  |  |   |                 |             |             |  |   |                 |             |             |  |
|  | 5            | Douglas Haig                 |              |                      |       |                  |                  |                  |  |   |                 |             |             |  |   |                 |             |             |  |
|  | 10           | DEPRO                        | 1            |                      |       |                  |                  |                  |  |   |                 |             |             |  |   |                 |             |             |  |
|  | 10           | DEPRO                        | 1            |                      | 4     | Douglas Haig     | 0                |                  |  |   |                 |             |             |  |   |                 |             |             |  |
|  |              |                              |              |                      | 4     | Douglas Haig     | 0                |                  |  |   |                 |             |             |  |   |                 |             |             |  |
|  |              |                              | 5            | Sarmiento (R)        | 2     |                  |                  |                  |  |   |                 |             |             |  |   |                 |             |             |  |
|  | 7            | Sarmiento (R)                | 5            | Sarmiento (R)        | 2     | 2                |                  |                  |  |   |                 |             |             |  |   |                 |             |             |  |
|  | 7            | Sarmiento (R)                |              |                      |       |                  |                  |                  |  |   |                 |             |             |  |   |                 |             |             |  |
|  | 8            | Huracán Las Heras            | 1            |                      |       |                  |                  |                  |  |   |                 |             |             |  |   |                 |             |             |  |
|  | 8            | Huracán Las Heras            | 1            |                      |       |                  |                  |                  |  |   |                 |             |             |  | 1 | Deportivo Maipú | 2           |             |  |
|  |              |                              |              |                      |       |                  |                  |                  |  |   |                 |             |             |  | 1 | Deportivo Maipú | 2           |             |  |
|  |              |                              | 2            | Deportivo Madryn     | 0     |                  |                  |                  |  |   |                 |             |             |  |   |                 |             |             |  |
|  |              |                              | 2            | Deportivo Madryn     | 0     |                  |                  |                  |  |   |                 |             |             |  |   |                 |             |             |  |
|  |              |                              |              |                      |       |                  |                  |                  |  |   |                 |             |             |  |   |                 |             |             |  |
|  |              |                              |              |                      |       |                  |                  |                  |  |   |                 |             |             |  |   |                 |             |             |  |
|  |              | 1                            | Villa Mitre  | 2                    |       |                  |                  |                  |  |   |                 |             |             |  |   |                 |             |             |  |
|  |              |                              |              | 2                    |       |                  |                  |                  |  |   |                 |             |             |  |   |                 |             |             |  |
|  |              |                              | 8            | Sportivo Belgrano    | 0     |                  |                  |                  |  |   |                 |             |             |  |   |                 |             |             |  |
|  | 2            | Central Norte (S)            | 8            | Sportivo Belgrano    | 0     | 3 (2)            |                  |                  |  |   |                 |             |             |  |   |                 |             |             |  |
|  | 2            | Central Norte (S)            |              |                      |       |                  |                  |                  |  |   |                 |             |             |  |   |                 |             |             |  |
|  | 13           | Sportivo Belgrano            | 3 (4)        |                      |       |                  |                  |                  |  |   |                 |             |             |  |   |                 |             |             |  |
|  | 13           | Sportivo Belgrano            | 3 (4)        |                      |       |                  |                  |                  |  | 1 | Villa Mitre     | 1 (3)       |             |  |   |                 |             |             |  |
|  |              |                              |              |                      |       |                  |                  |                  |  | 1 | Villa Mitre     | 1 (3)       |             |  |   |                 |             |             |  |
|  |              |                              | 4            | Deportivo Madryn     | 1 (4) |                  |                  |                  |  |   |                 |             |             |  |   |                 |             |             |  |
|  | 4            | Chaco For Ever               | 4            | Deportivo Madryn     | 1 (4) | 2                |                  |                  |  |   |                 |             |             |  |   |                 |             |             |  |
|  | 4            | Chaco For Ever               |              |                      |       |                  |                  |                  |  |   |                 |             |             |  |   |                 |             |             |  |
|  | 11           | Sansinena                    | 0            |                      |       |                  |                  |                  |  |   |                 |             |             |  |   |                 |             |             |  |
|  | 11           | Sansinena                    | 0            |                      | 3     | Chaco For Ever   | 0                |                  |  |   |                 |             |             |  |   |                 |             |             |  |
|  |              |                              |              |                      | 3     | Chaco For Ever   | 0                |                  |  |   |                 |             |             |  |   |                 |             |             |  |
|  |              |                              | 6            | Deportivo Madryn     | 1     |                  |                  |                  |  |   |                 |             |             |  |   |                 |             |             |  |
|  | 6            | Juventud Unida Universitario | 6            | Deportivo Madryn     | 1     | 1 (4)            |                  |                  |  |   |                 |             |             |  |   |                 |             |             |  |
|  | 6            | Juventud Unida Universitario |              |                      |       |                  |                  |                  |  |   |                 |             |             |  |   |                 |             |             |  |
|  | 9            | Deportivo Madryn             | 1 (5)        |                      |       |                  |                  |                  |  |   |                 |             |             |  |   |                 |             |             |  |
|  | 9            | Deportivo Madryn             | 1 (5)        |                      |       |                  |                  |                  |  |   |                 |             |             |  |   |                 |             |             |  |
|  |              |                              |              |                      |       |                  |                  |                  |  |   |                 |             |             |  |   |                 |             |             |  |

### Primera fase
La disputaron catorce equipos: los doce de la Etapa clasificatoria que no participaron de la final por el primer ascenso, que ocuparon los primeros lugares, y los dos primeros de la Etapa reválida. Los equipos se numeraron de acuerdo con el puesto que obtuvieron, según su desempeño comparado en las respectivas etapas, y se enfrentaron los de mejor contra los de peor posición, de manera sucesiva (1 con 14, 2 con 13, etc.).

#### Tabla de ordenamiento
Se confeccionó a los fines de establecer los enfrentamientos.
| Orden | Equipo                        | Pos. | Prom. | Ptos | J | G | E | P | GF | GC | DG |
| ----- | ----------------------------- | ---- | ----- | ---- | - | - | - | - | -- | -- | -- |
| 1     | Deportivo Maipú               | 2.º  | —     | 10   | 6 | 3 | 1 | 2 | 7  | 4  | 3  |
| 2     | Central Norte (S)             | 2.º  | —     | 10   | 6 | 3 | 1 | 2 | 7  | 6  | 1  |
| 3     | Olimpo                        | 3.º  | —     | 10   | 6 | 3 | 1 | 2 | 6  | 5  | 1  |
| 4     | Chaco For Ever                | 3.º  | —     | 9    | 6 | 3 | 0 | 3 | 8  | 6  | 2  |
| 5     | Douglas Haig                  | 4.º  | —     | 9    | 6 | 2 | 3 | 1 | 5  | 4  | 1  |
| 6     | Juventud Unida Universitario  | 4.º  | —     | 8    | 6 | 2 | 2 | 2 | 8  | 6  | 2  |
| 7     | Sarmiento (R)                 | 5.º  | —     | 7    | 6 | 2 | 1 | 3 | 4  | 5  | -1 |
| 8     | Huracán Las Heras             | 5.º  | —     | 7    | 6 | 2 | 1 | 3 | 4  | 6  | -2 |
| 9     | Deportivo Madryn              | 6.º  | —     | 7    | 6 | 2 | 1 | 3 | 6  | 10 | -4 |
| 10    | Defensores de Pronunciamiento | 6.º  | —     | 5    | 6 | 1 | 2 | 3 | 5  | 8  | -3 |
| 11    | Sansinena                     | 7.º  | —     | 3    | 6 | 0 | 3 | 3 | 2  | 6  | -4 |
| 12    | Sportivo Las Parejas          | 7.º  | —     | 3    | 6 | 0 | 3 | 3 | 6  | 11 | -5 |
| 13    | Sportivo Belgrano             | 1.º  | 2,500 | 10   | 4 | 3 | 1 | 0 | 8  | 3  | 5  |
| 14    | Deportivo Camioneros          | 1.º  | 2,333 | 14   | 6 | 4 | 2 | 0 | 5  | 0  | 5  |

|  | Clasificados en la Etapa clasificatoria. |
|  | Clasificados en la Etapa reválida.       |

#### Resultados
| Primera fase                 | Primera fase  | Primera fase         | Primera fase             | Primera fase | Primera fase |
| Local                        | Resultado     | Visitante            | Estadio                  | Fecha        | Hora         |
| ---------------------------- | ------------- | -------------------- | ------------------------ | ------------ | ------------ |
| Douglas Haig                 | 2 - 1         | DEPRO                | Miguel Morales           | 17 de enero  | 17:15        |
| Deportivo Maipú              | 1 - 0         | Deportivo Camioneros | Omar Higinio Sperdutti   | 17 de enero  | 17:30        |
| Central Norte (S)            | (2) 3 - 3 (4) | Sportivo Belgrano    | Padre Ernesto Martearena | 17 de enero  | 18:00        |
| Juventud Unida Universitario | (4) 1 - 1 (5) | Deportivo Madryn     | Juan Gilberto Funes      | 17 de enero  | 19:00        |
| Olimpo                       | (4) 3 - 3 (5) | Sportivo Las Parejas | Roberto N. Carminatti    | 17 de enero  | 20:00        |
| Chaco For Ever               | 2 - 0         | Sansinena            | Juan Alberto García      | 17 de enero  | 20:00        |
| Sarmiento (R)                | 2 - 1         | Huracán Las Heras    | Centenario               | 17 de enero  | 20:00        |

### Segunda fase
La disputaron los siete ganadores de la Primera fase y el perdedor de la Final por el primer ascenso.

#### Tabla de ordenamiento
Se confeccionó con los mismos parámetros de la Primera fase.
| Orden | Equipo               | Pos. | Prom. | Ptos | J | G | E | P | GF | GC | DG |
| ----- | -------------------- | ---- | ----- | ---- | - | - | - | - | -- | -- | -- |
| 1     | Villa Mitre          | 1.º  | —     | 12   | 6 | 3 | 3 | 0 | 9  | 5  | 4  |
| 2     | Deportivo Maipú      | 2.º  | —     | 10   | 6 | 3 | 1 | 2 | 7  | 4  | 3  |
| 3     | Chaco For Ever       | 3.º  | —     | 9    | 6 | 3 | 0 | 3 | 8  | 6  | 2  |
| 4     | Douglas Haig         | 4.º  | —     | 9    | 6 | 2 | 3 | 1 | 5  | 4  | 1  |
| 5     | Sarmiento (R)        | 5.º  | —     | 7    | 6 | 2 | 1 | 3 | 4  | 5  | -1 |
| 6     | Deportivo Madryn     | 6.º  | —     | 7    | 6 | 2 | 1 | 3 | 6  | 10 | -4 |
| 7     | Sportivo Las Parejas | 7.º  | —     | 3    | 6 | 0 | 3 | 3 | 6  | 11 | -5 |
| 8     | Sportivo Belgrano    | 1.º  | 2,500 | 10   | 4 | 3 | 1 | 0 | 8  | 3  | 5  |

|  | Clasificados en la Etapa clasificatoria. |
|  | Clasificado en la Etapa reválida.        |

#### Resultados
| Segunda fase    | Segunda fase | Segunda fase         | Segunda fase           | Segunda fase | Segunda fase |
| Local           | Resultado    | Visitante            | Estadio                | Fecha        | Hora         |
| --------------- | ------------ | -------------------- | ---------------------- | ------------ | ------------ |
| Douglas Haig    | 0 - 2        | Sarmiento (R)        | Miguel Morales         | 22 de enero  | 17:15        |
| Deportivo Maipú | 1 - 0        | Sportivo Las Parejas | Omar Higinio Sperdutti | 22 de enero  | 17:30        |
| Chaco For Ever  | 0 - 1        | Deportivo Madryn     | Juan Alberto García    | 22 de enero  | 19:00        |
| Villa Mitre     | 2 - 0        | Sportivo Belgrano    | El Fortín              | 23 de enero  | 20:30        |

### Semifinales
La disputaron los cuatro ganadores de la Segunda fase.

#### Tabla de ordenamiento
Se confeccionó con los mismos parámetros de las fases anteriores.
| Orden | Equipo           | Pos. | Ptos | J | G | E | P | GF | GC | DG |
| ----- | ---------------- | ---- | ---- | - | - | - | - | -- | -- | -- |
| 1     | Villa Mitre      | 1.º  | 12   | 6 | 3 | 3 | 0 | 9  | 5  | 4  |
| 2     | Deportivo Maipú  | 2.º  | 10   | 6 | 3 | 1 | 2 | 7  | 4  | 3  |
| 3     | Sarmiento (R)    | 5.º  | 9    | 6 | 3 | 0 | 3 | 8  | 6  | 2  |
| 4     | Deportivo Madryn | 6.º  | 7    | 6 | 2 | 1 | 3 | 6  | 10 | -4 |

|  | Clasificados en la Etapa clasificatoria. |

#### Resultados
| Semifinales     | Semifinales   | Semifinales      | Semifinales            | Semifinales | Semifinales |
| Local           | Resultado     | Visitante        | Estadio                | Fecha       | Hora        |
| --------------- | ------------- | ---------------- | ---------------------- | ----------- | ----------- |
| Deportivo Maipú | 2 - 0         | Sarmiento (R)    | Omar Higinio Sperdutti | 27 de enero | 17:30       |
| Villa Mitre     | (3) 1 - 1 (4) | Deportivo Madryn | El Fortín              | 27 de enero | 20:30       |

### Final
La disputaron los ganadores de la Semifinales.

#### Tabla de ordenamiento
Se confeccionó con los mismos parámetros de las fases anteriores.
| Orden | Equipo           | Pos. | Ptos | J | G | E | P | GF | GC | DG |
| ----- | ---------------- | ---- | ---- | - | - | - | - | -- | -- | -- |
| 1     | Deportivo Maipú  | 2.º  | 10   | 6 | 3 | 1 | 2 | 7  | 4  | 3  |
| 2     | Deportivo Madryn | 6.º  | 7    | 6 | 2 | 1 | 3 | 6  | 10 | -4 |

|  | Clasificados en la Etapa clasificatoria. |

#### Resultados
| Final | Final     | Final            | Final                  | Final       | Final |
| Local | Resultado | Visitante        | Estadio                | Fecha       | Hora  |
| --- | --------- | ---------------- | ---------------------- | ----------- | ----- |
| Deportivo Maipú | 2 - 0     | Deportivo Madryn | Omar Higinio Sperdutti | 31 de enero | 17:15 |
| Deportivo Maipú ascendió a la Primera Nacional y Deportivo Madryn disputó, posteriormente, un tercer ascenso con San Telmo |           |                  |                        |             |       |

### Tercer ascenso
Lo disputaron el perdedor de la final por el segundo ascenso con San Telmo, su equivalente de la Primera B. El vencedor obtuvo el quinto ascenso a la Primera Nacional.
Se jugó en cancha neutral y, al finalizar empatado, se ejecutaron tiros desde el punto penal.
| Tercer ascenso                           | Tercer ascenso | Tercer ascenso   | Tercer ascenso | Tercer ascenso | Tercer ascenso |
| Equipo 1                                 | Resultado      | Equipo 2         | Estadio        | Fecha          | Hora           |
| ---------------------------------------- | -------------- | ---------------- | -------------- | -------------- | -------------- |
| San Telmo                                | (3) 0 - 0 (1)  | Deportivo Madryn | Marcelo Bielsa | 4 de febrero   | 21:30          |
| San Telmo ascendió a la Primera Nacional |                |                  |                |                |                |

## Goleadores
| Jugador             | Equipo             | Goles |
| ------------------- | ------------------ | ----- |
| Nelson David Romero | Güemes (SdE)       | 6     |
| Maximiliano Tunessi | Villa Mitre        | 6     |
| Julio César Cáseres | Chaco For Ever     | 4     |
| Franco Lonardi      | Juventud Unida (G) | 4     |
| Matías Persia       | Deportivo Maipú    | 4     |